# Lophoura tetraloba
Lophoura tetraloba is een eenoogkreeftjessoort uit de familie van de Sphyriidae. De wetenschappelijke naam van de soort is voor het eerst geldig gepubliceerd in 1989 door Ho & I.H. Kim.